# Візеждія
Візеждія (рум. Vizejdia) — село у повіті Тіміш в Румунії. Входить до складу комуни Готтлоб.
Село розташоване на відстані 457 км на північний захід від Бухареста, 48 км на північний захід від Тімішоари.

## Населення
За даними перепису населення 2002 року у селі проживали 343 особи.
Національний склад населення села:
| Національність | Кількість осіб | Відсоток |
| -------------- | -------------- | -------- |
| румуни         | 293            | 85,4%    |
| українці       | 14             | 4,1%     |
| німці          | 13             | 3,8%     |
| угорці         | 12             | 3,5%     |
| цигани         | 11             | 3,2%     |

Рідною мовою назвали:
| Мова       | Кількість осіб | Відсоток |
| ---------- | -------------- | -------- |
| румунська  | 312            | 91,0%    |
| німецька   | 14             | 4,1%     |
| угорська   | 12             | 3,5%     |
| українська | 5              | 1,5%     |